# اگوپسیدا
اگوپسیدا یکی از چهار راسته از ماهی های مرکب در بالا راسته دکاپودیفرم ها، در رده سرپایان است. پیش از این همراه با میوپسینا، به عنوان یک زیرراسته از راسته تئوتیدا در نظر گرفته می‌شد، و با نام اگوپسینا شناخته می‌شد. این تغییر طبقه بندی به این دلیل است که ثابت نشده اگوپسینا و میوپسینا یک کلاد(گروه تک‌نیایی) تشکیل می‌دهند.
اگوپسینا معمولا ماهی های مرکب پلاژیک(زیست کننده در آب های آزاد هستند، اما برخی گونه های نریتو اقیانوسی نیز در این راسته وجود دارند. این راسته شامل 24 خانواده و 69 سرده است. ویژگی های مشترک آنها عبارت است از: سر بدون حفره های بازویی، چشم ها فاقد پوشش قرنیه هستند، بازوها و قلاب های شاخک ممکن است خار داشته باشند ، ساختار های دهانی بدون مکنده هستند و مجرای تخمدانی در زنان جفت است.
دو خانواده ، باتیته‌ویدیده ها و کتنوپتریجیدها که دارای ویژگی های مشخصه میوپسیدا هستند در حالی که برخی ویژگی های مشترک با اگوپسینا را حفظ کرده اند ، قبلا در این راسته قرار می گرفتند ، اما اکنون در راسته جداگانه خود به‌نام باتیته‌ویدا قرار می‌گیرند
اگوپسیدا با میوپسیدا های ساحلی متفاوت است. میوپسیداهای ساحلی دارای این ویژگی ها هستند:
پوشش قرنیه روی چشم ها، حفره های شاخکی اما فاقد خار، ساختارهای دهانی بدون مکنده و یک مجرای تخمدانی.

ماهی های مرکب اگوپسید تنها ده پایانی هستند که فاقد حفره برای شاخک ها می‌باشند. با این حال، آنها ویژگی‌های مشترک مختلفی با گروه‌های مختلف ده‌پایان دارند. مانند باتیوتوئیدا و میوپسیدا، اُگوپسیدا دارای کانال آبششی هستند که در سایر اشکال وجود ندارد. مانند اسپیرولیده‌ها و ایدیوسپیلیده‌ها، اُگوپسیدا فاقد مکنده روی ساختارهای دهانی هستند و مانند باتیوتوئیدا، ایدیوسپیلیده‌ها و اسپیرولیده‌ها، عضله حلقوی روی مکنده‌ها را ندارند.